# 上村精之助
上村 精之助（かみむら せいのすけ、1853年12月1日（嘉永6年11月1日）- 1929年（昭和4年）2月1日）は、明治から大正期の農業経営者・政治家。衆議院議員、鹿児島県肝属郡花岡村長。

## 経歴
薩摩国鹿児島郡鹿児島城下（現鹿児島県鹿児島市）で生まれた。漢学を修めた。海軍兵学校、大阪英語学校で学んだ。
1881年（明治14年）犬童英輔らと博愛社を結成し、県下各地で演説会を催した。三州社が結成され博愛社はこれに合同した。九州改進党に加わらなかったが、鹿児島同志会が結成される加入して委員となる。
その後、肝属郡花岡村（現鹿屋市花岡）に移り農業を営み、1887年（明治20年）8月、鹿児島県会議員に選出された。また、肝属郡会議員、同参事会員にも在任した。
1902年（明治35年）8月、第7回衆議院議員総選挙（鹿児島県郡部、立憲政友会）では次点で落選したが、1903年（明治36年）3月の第8回総選挙（鹿児島県郡部、立憲政友会）では当選し、衆議院議員に1期在任した。
1918年（大正7年）第4代花岡村長に就任し、古江築港の推進、村立商業実務学校の設立などに尽力した。